# 愛媛閃石
愛媛閃石（えひめせんせき・Ehimeite）またはクロムパーガス閃石（くろむぱーがすせんせき・Chromio-pargasite）とは、ケイ酸塩鉱物の角閃石グループに属する鉱物の一種。

## 成分・種類
愛媛閃石は [Na][Ca2][Mg4Cr3+](AlSi3O11)2(OH)2 という組成を持つ。愛媛閃石はパーガス閃石グループに属し、パーガス閃石 (Pargasite・[Na][Ca2][Mg4Al](AlSi3O11)2(OH)2) のアルミニウムを三価のクロムで置換した組成を持つ。クロムを含む鉱物は珍しく、角閃石グループの中では初の発見である。また、クロムを主成分とするケイ酸塩鉱物は16種類しか発見されていない。
愛媛閃石は不純物としてカリウム、チタン、鉄（二価および三価）を含んでいる。

## 産出地
愛媛閃石は、発見地である愛媛県の四国中央市と新居浜市にまたがる東赤石山のうち、北嶺である四国中央市側にある赤石鉱山でのみ産出が報告されている。

## 性質・特徴
愛媛閃石はクロムを主成分とするため、クロムイオンに起因する鮮やかな緑色をしている。愛媛閃石は最大で1.5cmの長さになる柱状結晶として産出するが、そのような特徴的な結晶の形が分からない場合は、しばしば愛媛閃石に伴って産出する、光沢や色が似ている灰クロム柘榴石 (Uvarovite) クロムに富む緑泥石 (Clinochlore) と区別が難しい。また、この柱状結晶の側面方向に完全な劈開を持つ。
密度は約3.1g/cm3と、ケイ酸塩鉱物としては比較的重い値を示している。これは比較的重い原子であるクロムを含んでいるためである。

## サイド・ストーリー
愛媛閃石は2011年に愛媛県の赤石鉱山で世界で初めて産出が報告された鉱物である。当初、愛媛大学の皆川鉄雄らによって注目され、その後、東京大学の浜根大輔を中心とするグループによって新鉱物として確立された。愛媛閃石という和名は発見地である「愛媛」と、角閃石グループの鉱物に付けられる「閃石」を合わせた名称であり、当初は英名もこれに因み Ehimeite と名づけられていた。しかしその後2012年になって、英名は角閃石グループの改訂による成分とグループ名から Chromio-pargasiteという名称に変更された。これを日本語に直訳すればクロムパーガス閃石となる。都道府県名に因んだ鉱物でこのような変更があった例は愛媛閃石が初めてではなく、2001年に新潟県で発見され、その後2006年にストロンチウム斜灰簾石と改名された新潟石 (Niigataite・Clinozoisite-(Sr)) が前例としてある（ただし、2016年に再び命名規約が変更され、新潟石に戻された）。
なお、都道府県名に因んだ鉱物は、他に滋賀石（Shigaite・1985年）、岡山石（Okayamalite・1997年）、新潟石（Clinozoisite-(Sr)・2001年）、東京石（Tokyoite・2003年）、 大阪石（Osakaite・2006年）、千葉石（Chibaite・2009年）、岩手石（Iwateite・2013年）、イットリウム三重石（Mieite-(Y)・2014年）があり、愛媛閃石は7番目である。また、特定の鉱物グループに属することから発生する命名規則に従い、和名が「○○石」の形にならない鉱物名としては初の例である。